# Fábio Moon
Fábio Moon (San Paolo, 5 giugno 1976) è un fumettista e blogger brasiliano che collabora spesso con il fratello gemello Gabriel Bá, anch' egli fumettista. I due hanno pubblicato sia in patria che all' estero.

## Biografia
Il primo lavoro significativo di Fabio e Gabriel è stata la rivista indipendente 10 Pãezinhos che ha raggiunto 40 numeri e ha ricevuto molti elogi. Sono stati pubblicati cinque libri della serie 10 Pãezinhos: O Girassol e a Lua (2000, Via Lettera), Meu Coração, Não Sei Por Quê. (2001, Via Lettera), Crítica (2004, Devir), Mesa para Dois (2006, Devir) e Fanzine (2007, Devir).
Sotto l'etichetta Vertigo della DC Comics, Moon e Bá hanno pubblicato la graphic novel Daytripper, una miniserie di 10 numeri, disegnata e scritta da loro e colorata da Dave Stewart.
Nel 2015, i due fratelli hanno pubblicato una nuova graphic novel, Dois Irmãos, basata sull'opera omonima di Milton Hatoum. L'opera è stata pubblicata in Brasile dall'etichetta Quadrinhos na Cia. della casa editrice Companhia das Letras': e negli Stati Uniti dalla Dark Horse Comics. L'anno seguente, Dois Irmãos ha vinto un Eisner Award nella categoria Migliore Adattamento da un altro medium, un Harvey Award per la Migliore Edizione Statunitense di Materiale Straniero e il Troféu HQ Mix nella categoria "Adattamento a Fumetti".

## Riconoscimenti
- Troféu HQ Mix come miglior artista esordiente (con Gabriel Bá (1999)
- Eisner Award - miglior miniserie per Daytripper (2011)